# Coupe d'Union soviétique de football 1991-1992
Navigation
Édition 1990-1991
La Coupe d'Union soviétique 1991-1992 est la 51e et dernière édition de la Coupe d'Union soviétique de football. Elle se déroule du 17 avril 1991 au 10 mai 1992.
La compétition est affectée par la dissolution de l'Union soviétique en fin d'année 1991. Cet événement a pour principale conséquence le retrait de la quasi-intégralité des équipes non-russes à partir des huitièmes de finale. La seule exception est le club tadjik du Pamir Douchanbé, qui continue de prendre part au tournoi jusqu'au stade des demi-finales.
La finale se déroule le 10 mai 1992 au stade Lénine de Moscou et voit la victoire du Spartak Moscou, qui remporte sa dixième coupe aux dépens de l'autre équipe moscovite du CSKA Moscou, tenante du titre. Ce succès permet par ailleurs au Spartak de devenir seul le club le plus titré de l'histoire de la compétition, étant auparavant à égalité avec le Dynamo Kiev, qui s'est retiré avec le reste des équipes ukrainiennes en fin d'année 1991. Cette victoire lui permet également de se qualifier pour le premier tour de la Coupe des coupes 1992-1993.

## Format
Un total de 80 équipes prennent part à la compétition. Cela inclut les seize clubs de la première division 1991 ainsi que vingt des vingt-deux participants au deuxième échelon, le Neftchi Bakou et le Tekstilchtchik Kamychine ne disputant pas le tournoi. Les autres participants incluent 42 des 66 équipes de la troisième division ainsi que deux clubs du quatrième échelon.
La compétition se déroule sur sept phases, allant du premier tour jusqu'à la finale. Les équipes de première division font leur entrée en lice à l'occasion de la troisième phase, correspondant aux seizièmes de finale. Ce dernier tour ainsi que les huitièmes de finale prennent par ailleurs la forme de confrontations en deux manches tandis que les autres phases se déroulent sur un seul match.

## Résultats

### Premier tour
Les rencontres de ce tour sont jouées entre le 17 avril et le 3 mai 1991.
| Date          | Locaux                        | Score                | Visiteurs                     |
| ------------- | ----------------------------- | -------------------- | ----------------------------- |
| 17 avril 1991 | Karpaty Lvov (D3)             | forfait              | (D3) Zaria Beltsy             |
| 17 avril 1991 | Zaria Lougansk (D3)           | forfait              | (D3) Lori Kirovakan           |
| 17 avril 1991 | Alga Bichkek (D3)             | 2 - 3                | (D3) Kopet-Dag Achkhabad      |
| 17 avril 1991 | Avtomobilist Kokand (D3)      | 1 - 0                | (D3) Amour Blagovechtchensk   |
| 2 mai 1991    | Khimik Grodno (D3)            | 2 - 1                | (D2) Boukovina Tchernovtsy    |
| 2 mai 1991    | Spartak Naltchik (D3)         | 1 - 0                | (D2) Dinamo Stavropol         |
| 2 mai 1991    | Goyazan Gazakh (D3)           | 4 - 3                | (D3) Kiapaz Gandja            |
| 2 mai 1991    | SKA Odessa (D3)               | 1 - 2                | (D2) Tiligul Tiraspol         |
| 2 mai 1991    | Dinamo Brest (D3)             | 0 - 0 ap (6 - 7 tab) | (D4) Polessié Jitomir         |
| 2 mai 1991    | Vorskla Poltava (D3)          | 0 - 1                | (D3) Niva Ternopol            |
| 2 mai 1991    | Niva Vinnitsa (D3)            | 3 - 0                | (D2) Tavria Simferopol        |
| 2 mai 1991    | Neftianik Akhtyrka (D4)       | 1 - 0                | (D2) Pārdaugava Riga          |
| 2 mai 1991    | Dniepr Moguilev (D3)          | 1 - 0                | (D2) Zimbrul Kichinev         |
| 3 mai 1991    | Chakhtior Kagaranda (D3)      | 1 - 0                | (D3) Tselinnik Tselinograd    |
| 3 mai 1991    | Tsement Novorossiisk (D3)     | 3 - 0                | (D3) Nart Tcherkessk          |
| 3 mai 1991    | Zénith Ijevsk (D3)            | 2 - 0                | (D2) Lokomotiv Nijni Novgorod |
| 3 mai 1991    | Ekibastouzets Ekibastouz (D3) | 5 - 2                | (D2) Ouralmach Sverdlovsk     |
| 3 mai 1991    | Khimik Djamboul (D3)          | 1 - 0                | (D2) Neftianik Fergana        |
| 3 mai 1991    | Torpedo Riazan (D3)           | 0 - 0 ap (3 - 1 tab) | (D2) Kotaïk Abovian           |
| 3 mai 1991    | Sourkhan Termez (D3)          | 0 - 1                | (D2) Novbakhor Namangan       |
| 3 mai 1991    | Sokol Saratov (D3)            | 2 - 3 ap             | (D3) Start Oulianovsk         |
| 3 mai 1991    | Meliorator Tchimkent (D3)     | 3 - 1                | (D3) Vakhch Kourgan-Tioube    |
| 3 mai 1991    | Krylia Sovetov Samara (D3)    | 3 - 2                | (D2) Zénith Saint-Pétersbourg |
| 3 mai 1991    | Droujba Maïkop (D3)           | 3 - 1                | (D2) Dinamo Soukhoumi         |
| 3 mai 1991    | Dinamo Barnaoul (D3)          | 3 - 0                | (D2) Geolog Tioumen           |
| 3 mai 1991    | Asmaral Moscou (D3)           | 3 - 1                | (D2) Kouban Krasnodar         |
| 3 mai 1991    | Torpedo Voljski (D3)          | 3 - 1                | (D2) Chinnik Iaroslavl        |
| 3 mai 1991    | Traktor Pavlodar (D3)         | 2 - 1                | (D2) Kaïrat Alma-Ata          |
| 3 mai 1991    | Metallourg Lipetsk (D3)       | 3 - 1                | (D3) Dinamo Briansk           |
| 3 mai 1991    | Gastello Oufa (D3)            | 4 - 0                | (D2) Fakel Voronej            |
| 3 mai 1991    | Torpedo Vladimir (D3)         | 4 - 0                | (D2) Rostselmach Rostov       |
| 3 mai 1991    | Kamaz Naberejnye Tchelny (D3) | 0 - 1                | (D2) Rotor Volgograd          |

### Deuxième tour
Les rencontres de ce tour sont jouées entre le 30 juin et le 4 juillet 1991.
| Date             | Locaux                     | Score  | Visiteurs                     |
| ---------------- | -------------------------- | ------ | ----------------------------- |
| 30 juin 1991     | Polessié Jitomir (D4)      | 4 - 1  | (D3) Khimik Grodno            |
| 1er juillet 1991 | Khimik Djamboul (D3)       | 1 - 0  | (D3) Avtomobilist Kokand      |
| 1er juillet 1991 | Novbakhor Namangan (D3)    | 14 - 0 | (D3) Meliorator Tchimkent     |
| 1er juillet 1991 | Kopet-Dag Achkhabad (D3)   | 2 - 0  | (D3) Zénith Ijevsk            |
| 1er juillet 1991 | Rotor Volgograd (D2)       | 4 - 0  | (D3) Start Oulianovsk         |
| 2 juillet 1991   | Spartak Naltchik (D2)      | 5 - 0  | (D3) Zaria Lougansk           |
| 2 juillet 1991   | Neftianik Akhtyrka (D4)    | 2 - 1  | (D3) Dniepr Moguilev          |
| 2 juillet 1991   | Traktor Pavlodar (D3)      | 2 - 0  | (D3) Chakhtior Karaganda      |
| 2 juillet 1991   | Dinamo Barnaoul (D3)       | 3 - 0  | (D3) Ekibastouzets Ekibastouz |
| 3 juillet 1991   | Niva Ternopol (D3)         | 3 - 0  | (D3) Niva Vinnitsa            |
| 3 juillet 1991   | Krylia Sovetov Samara (D3) | 2 - 1  | (D3) Torpedo Voljski          |
| 4 juillet 1991   | Tsement Novorossiisk (D3)  | 2 - 1  | (D3) Droujba Maïkop           |
| 4 juillet 1991   | Asmaral Moscou (D3)        | 1 - 0  | (D3) Torpedo Vladimir         |
| 4 juillet 1991   | Gastello Oufa (D3)         | 2 - 0  | (D3) Goyazan Gazakh           |
| 4 juillet 1991   | Tiligul Tiraspol (D2)      | 2 - 1  | (D3) Karpaty Lvov             |
| 4 juillet 1991   | Metallourg Lipetsk (D3)    | 1 - 0  | (D3) Torpedo Riazan           |

### Seizièmes de finale
Ce tour est disputé sous la forme de matchs aller-retour. Les matchs allers sont joués les 3 et 4 septembre 1991 tandis que les rencontres retours se déroulent entre le 25 septembre et le 17 novembre 1991. Cette phase voit l'entrée en lice des clubs de la première division 1991.
| Équipe 1                        | Score   | Équipe 2                    | Aller | Retour   |
| ------------------------------- | ------- | --------------------------- | ----- | -------- |
| Dinamo Barnaoul (D3)            | 1 - 3   | (D1) Dynamo Moscou          | 1 - 1 | 0 - 2    |
| Tiligul Tiraspol (D2)           | 0 - 5   | (D1) Pamir Douchanbé        | 0 - 1 | 0 - 4    |
| Asmaral Moscou (D3)             | 2 - 5   | (D1) CSKA Moscou            | 0 - 2 | 2 - 3    |
| Gastello Oufa (D3)              | 3 - 6   | (D1) Spartak Moscou         | 2 - 4 | 1 - 2    |
| Kopet-Dag Achkhabad (D3)        | 6 - 3   | (D2) Metallourg Zaporojié   | 5 - 1 | 1 - 2    |
| Krylia Sovetov Samara (D3)      | 5 - 4   | (D1) Torpedo Moscou         | 2 - 2 | 3 - 2 ap |
| Metallourg Lipetsk (D3)         | 1 - 7   | (D1) Pakhtakor Tachkent     | 0 - 0 | 1 - 7    |
| Neftianik Akhtyrka (D4)         | 1 - 8   | (D1) Dynamo Kiev            | 1 - 4 | 0 - 4    |
| Niva Ternopol (D3)              | abandon | (D1) Ararat Erevan          | 3 - 1 | abandon  |
| Novbakhor Namangan (D2)         | 2 - 3   | (D1) Metallist Kharkov      | 2 - 0 | 0 - 3    |
| Polessié Jitomir (D4)           | 2 - 2E  | (D1) Dinamo Minsk           | 2 - 2 | 0 - 0    |
| Rotor Volgograd (D2)            | 5 - 4   | (D2) Spartak Vladikavkaz    | 4 - 3 | 1 - 1    |
| Spartak Naltchik (D3)           | forfait | (D1) Chakhtior Donetsk      | 1 - 1 | forfait  |
| Traktor Pavlodar (D3)           | 3 - 4   | (D1) Lokomotiv Moscou       | 3 - 1 | 0 - 3    |
| Khimik Djamboul (D3)            | forfait | (D1) Dniepr Dniepropetrovsk | 1 - 0 | forfait  |
| Tchernomorets Novorossiisk (D3) | 0 - 5   | (D1) Tchernomorets Odessa   | 0 - 3 | 0 - 2    |

### Huitièmes de finale
Ce tour est disputé sous la forme de matchs aller-retour. Les matchs allers sont joués entre le 22 novembre 1991 et le 24 février 1992 tandis que les rencontres retours se déroulent entre le 25 novembre 1991 et le 20 mars 1992.
Conséquence directe de la dissolution de l'Union soviétique en fin d'année 1991, la quasi-intégralité des équipes non-russes se retirent de la compétition. Cela inclut notamment le Metallist Kharkov et le Tchernomorets Odessa, tous deux qualifiés pour les quarts de finale. Dans le même temps, la confrontation entre le Dynamo Kiev et le Dinamo Minsk reste inachevée en raison de l'abandon des deux équipes.
En raison des retraits de l'Ararat Erevan et du Niva Ternopol au tour précédent, le Pamir Douchanbé se retrouve sans opposition et est qualifié d'office pour les quarts de finale, devenant par la suite la seule équipe non-russe à rester en lice après la fin de l'Union soviétique.
| Équipe 1                   | Score             | Équipe 2                    | Aller | Retour   |
| -------------------------- | ----------------- | --------------------------- | ----- | -------- |
| Kopet-Dag Achkhabad (D3)   | 0 - 3             | (D1) Spartak Moscou         | 0 - 1 | 0 - 2    |
| Dynamo Kiev (D1)           | abandon           | (D1) Dinamo Minsk           | 2 - 0 | abandon  |
| Metallist Kharkov (D1)     | 4 - 2             | (D1) Dniepr Dniepropetrovsk | 3 - 0 | 1 - 2    |
| Tchernomorets Odessa (D1)  | 2 - 2 (7 - 6 tab) | (D1) Chakhtior Donetsk      | 2 - 0 | 0 - 2 ap |
| Pakhtakor Tachkent (D1)    | 3 - 4             | (D1) CSKA Moscou            | 1 - 1 | 2 - 3    |
| Krylia Sovetov Samara (D3) | 1 - 0             | (D2) Rotor Volgograd        | 0 - 0 | 1 - 0    |
| Dynamo Moscou (D1)         | 1 - 2             | (D1) Lokomotiv Moscou       | 1 - 0 | 0 - 2    |

### Quarts de finale
Les abandons successifs au cours des huitièmes de finale réduisent le nombre final de participants aux quarts de finale à seulement cinq. Cette situation amène aux qualifications d'office du CSKA Moscou, Lokomotiv Moscou et du Pamir Douchanbé. La seule rencontre disputée lors de ce tour est l'opposition entre le Krylia Sovetov Samara et le Spartak Moscou le 20 mars 1992, remportée par cette dernière équipe à l'issue de la prolongation.
En raison de l'organisation du nouveau championnat russe en début d'année 1992, le Krylia Sovetov passe du troisième échelon soviétique à la première division russe.
| Date         | Locaux                     | Score    | Visiteurs           |
| ------------ | -------------------------- | -------- | ------------------- |
| 20 mars 1992 | Krylia Sovetov Samara (D1) | 0 - 1 ap | (D1) Spartak Moscou |

### Demi-finales
Les rencontres des demi-finales sont disputées les 16 et 17 avril 1992. Trois équipes moscovites prennent part à ce tour, auxquelles s'ajoute le club tadjik du Pamir Douchanbé.
| Date          | Locaux                | Score | Visiteurs            |
| ------------- | --------------------- | ----- | -------------------- |
| 16 avril 1992 | CSKA Moscou (D1)      | 2 - 0 | (D1) Pamir Douchanbé |
| 17 avril 1992 | Lokomotiv Moscou (D1) | 0 - 2 | (D1) Spartak Moscou  |

### Finale
| ·              |                          |     |
| Titulaires :   |                          |     |
|                |                          |     |
| 1              | Stanislav Tchertchessov  |     |
| 3              | Dmitri Khlestov          |     |
| 4              | Andreï Ivanov            |     |
| 6              | Dmitri Popov             |     |
| 2              | Kakhaber Tskhadadze      |     |
| 5              | Viktor Onopko            |     |
| 11             | Andreï Tchernychov       |     |
| 10             | Valeri Karpine           | 80e |
| 8              | Andreï Piatnitski        | 73e |
| 7              | Igor Lediakhov           |     |
| 9              | Vladimir Bestchastnykh   | 88e |
|                |                          |     |
| Remplaçants :  |                          |     |
| 14             | Dmitri Radchenko         | 80e |
| 15             | Rashid Rahimov           | 73e |
| 16             | Aleksandr Tatarkine (en) | 88e |
|                |                          |     |
| Entraîneur :   |                          |     |
| Oleg Romantsev |                          |     |

| ·              |                          |     |
| Titulaires :   |                          |     |
|                |                          |     |
| 1              | Dmitri Kharine           |     |
| 2              | Valeri Minko             |     |
| 3              | Sergueï Kolotovkine (en) |     |
| 4              | Dimitri Bystrov (en)     |     |
| 5              | Oleg Malioukov (en)      |     |
| 6              | Mikhaïl Kolesnikov (en)  | 46e |
| 7              | Denis Machkarine (en)    | 50e |
| 8              | Alekseï Poddoubski       |     |
| 9              | Oleg Sergueïev           | 73e |
| 10             | Sergueï Kroutov (en)     |     |
| 11             | Lev Matveïev (en)        | 25e |
|                |                          |     |
| Remplaçants :  |                          |     |
| 13             | Vasili Ivanov (en)       | 46e |
| 14             | Ilshat Faïzouline        | 25e |
| 15             | Aleksandr Grichine (en)  | 50e |
|                |                          |     |
| Entraîneur :   |                          |     |
| Pavel Sadyrine |                          |     |

| ·              |                          |     |
| Titulaires :   |                          |     |
|                |                          |     |
| 1              | Stanislav Tchertchessov  |     |
| 3              | Dmitri Khlestov          |     |
| 4              | Andreï Ivanov            |     |
| 6              | Dmitri Popov             |     |
| 2              | Kakhaber Tskhadadze      |     |
| 5              | Viktor Onopko            |     |
| 11             | Andreï Tchernychov       |     |
| 10             | Valeri Karpine           | 80e |
| 8              | Andreï Piatnitski        | 73e |
| 7              | Igor Lediakhov           |     |
| 9              | Vladimir Bestchastnykh   | 88e |
|                |                          |     |
| Remplaçants :  |                          |     |
| 14             | Dmitri Radchenko         | 80e |
| 15             | Rashid Rahimov           | 73e |
| 16             | Aleksandr Tatarkine (en) | 88e |
|                |                          |     |
| Entraîneur :   |                          |     |
| Oleg Romantsev |                          |     |

| ·              |                          |     |
| Titulaires :   |                          |     |
|                |                          |     |
| 1              | Dmitri Kharine           |     |
| 2              | Valeri Minko             |     |
| 3              | Sergueï Kolotovkine (en) |     |
| 4              | Dimitri Bystrov (en)     |     |
| 5              | Oleg Malioukov (en)      |     |
| 6              | Mikhaïl Kolesnikov (en)  | 46e |
| 7              | Denis Machkarine (en)    | 50e |
| 8              | Alekseï Poddoubski       |     |
| 9              | Oleg Sergueïev           | 73e |
| 10             | Sergueï Kroutov (en)     |     |
| 11             | Lev Matveïev (en)        | 25e |
|                |                          |     |
| Remplaçants :  |                          |     |
| 13             | Vasili Ivanov (en)       | 46e |
| 14             | Ilshat Faïzouline        | 25e |
| 15             | Aleksandr Grichine (en)  | 50e |
|                |                          |     |
| Entraîneur :   |                          |     |
| Pavel Sadyrine |                          |     |